# Pietro Pennisi
Pietro Pennisi (Firenze, 11 aprile 1970) è un ex tennista italiano, attivo dal 1990 al 1998.
In carriera ha raggiunto la 217ª posizione di singolare nel maggio 1994. In carriera ha partecipato a due edizioni del torneo ATP di Bologna riuscendo, al suo secondo tentativo, a vincere il suo primo ed unico match nel circuito contro lo spagnolo Oscar Martinez Dieguez. In doppio ha raggiunto la finale al torneo di casa di Firenze insieme a Simone Restelli persa contro la coppia statunitense formata da Mike De Palmer e Blaine Willenborg.
Dopo essersi ritirato al termine della stagione 1998 si è dedicato agli studi giurisprudenziali riuscendo, nel 2005, ad iscriversi all'albo degli avvocati.
Dal 2000 al 2008 è stato membro del Consiglio Nazionale della Federazione Italiana Tennis.

## Statistiche

### Doppio

#### Finali perse (1)
| Legenda         |
| Grande Slam (0) |
| Grand Prix (1)  |

| Numero | Data           | Torneo               | Superficie  | Compagno        | Avversari in finale              | Punteggio     |
| 1.     | 28 giugno 1989 | ATP Firenze, Firenze | Terra rossa | Simone Restelli | Mike De Palmer Blaine Willenborg | 6-4, 4-6, 4-6 |

### Tornei minori

#### Doppio

##### Vittorie (2)
| Legenda tornei minori |
| Challenger (2)        |
| Futures (0)           |

| Numero | Data            | Torneo                              | Superficie  | Compagno           | Avversari in finale           | Punteggio |
| 1.     | 10 luglio 1994  | West of England Challenger, Bristol | Erba        | Alex Rădulescu     | Massimo Bertolini Dick Norman | 6-4, 7-5  |
| 2.     | 5 novembre 1995 | Ahmedabad Challenger, Ahmedabad     | Terra rossa | Davide Sanguinetti | Ivan Baron João Cunha e Silva | 7-6, 6-4  |

##### Finali perse (1)
| Legenda tornei minori |
| Challenger (1)        |
| Futures (0)           |

| Numero | Data          | Torneo                      | Superficie  | Compagno               | Avversari in finale             | Punteggio |
| 1.     | 7 luglio 1991 | Salerno Challenger, Salerno | Terra rossa | Emilio Benfele Álvarez | Marcos Ondruska Nicolás Pereira | 4-6, 4-6  |